# U.S. Men's Clay Court Championships 2022 - Qualificazioni singolare
Le qualificazioni del singolare dell'U.S. Men's Clay Court Championships 2022 sono state un torneo di tennis preliminare per accedere alla fase finale della manifestazione. I vincitori dell'ultimo turno sono entrati di diritto nel tabellone principale. In caso di ritiro di uno o più giocatori aventi diritto a questi sono subentrati i lucky loser, ossia i giocatori che hanno perso nell'ultimo turno ma che avevano una classifica più alta rispetto agli altri partecipanti che avevano comunque perso nel turno finale.

## Teste di serie
1. Tomás Barrios (primo turno)
2. Bjorn Fratangelo (primo turno)
3. Mitchell Krueger (qualificato)
4. Max Purcell (qualificato)

1. Michael Mmoh (ultimo turno,lucky loser)
2. Gonzalo Lama (primo turno)
3. Steven Diez (ultimo turno,lucky loser)
4. Christian Harrison (qualificato)

## Qualificati
1. Gijs Brouwer
2. Christian Harrison

1. Mitchell Krueger
2. Max Purcell

### Lucky losers
1. Steven Diez

1. Michael Mmoh

## Tabellone

### Legenda
| - Q = Qualificato - WC = Wild card - LL = Lucky loser | - ALT = Alternate - SE = Special Exempt - PR = Protected Ranking | - w/o = Walkover - r = Ritirato - d = Squalificato |

### Sezione 1
|  | Primo turno | Primo turno    | Primo turno    | Primo turno | Primo turno |  |  | Ultimo turno | Ultimo turno | Ultimo turno | Ultimo turno | Ultimo turno |  |
|  |             |                |                |             |             |  |  |              |              |              |              |              |  |
|  | 1           | Tomás Barrios  | Tomás Barrios  | 4           | 2           |  |  |              |              |              |              |              |  |
|  |             | Gijs Brouwer   | Gijs Brouwer   | 6           | 6           |  |  |              | Gijs Brouwer | 4            | 7            | 6            |  |
|  |             | Zachary Svajda | Zachary Svajda | 3           | 2           |  |  | 7            | Steven Diez  | 6            | 5            | 2            |  |
|  | 5           | Steven Diez    | Steven Diez    | 6           | 6           |  |  |              |              |              |              |              |  |

### Sezione 2
|  | Primo turno | Primo turno        | Primo turno        | Primo turno        | Primo turno |  |  | Ultimo turno | Ultimo turno       | Ultimo turno | Ultimo turno | Ultimo turno |  |
|  |             |                    |                    |                    |             |  |  |              |                    |              |              |              |  |
|  | 2           | Bjorn Fratangelo   | Bjorn Fratangelo   | 4                  | 3           |  |  |              |                    |              |              |              |  |
|  | WC          | Ryan Harrison      | Ryan Harrison      | 6                  | 6           |  |  | WC           | Ryan Harrison      | 7            | 4            | 4            |  |
|  | WC          | Diego Hidalgo      | Diego Hidalgo      | Diego Hidalgo      |             |  |  | 8            | Christian Harrison | 5            | 6            | 6            |  |
|  | 7           | Christian Harrison | Christian Harrison | Christian Harrison | w/o         |  |  |              |                    |              |              |              |  |

### Sezione 3
|  | Primo turno | Primo turno      | Primo turno      | Primo turno | Primo turno |  |  | Ultimo turno | Ultimo turno     | Ultimo turno     | Ultimo turno | Ultimo turno |  |
|  |             |                  |                  |             |             |  |  |              |                  |                  |              |              |  |
|  | 3           | Mitchell Krueger | Mitchell Krueger | 7           | 6           |  |  |              |                  |                  |              |              |  |
|  |             | Matthew Ebden    | Matthew Ebden    | 5           | 1           |  |  | 3            | Mitchell Krueger | Mitchell Krueger | 6            | 6            |  |
|  | Alt         | Sadio Doumbia    | 2                | 7           | 1r          |  |  | 5            | Michael Mmoh     | Michael Mmoh     | 3            | 3            |  |
|  | 5           | Michael Mmoh     | 6                | 62          | 4           |  |  |              |                  |                  |              |              |  |

### Sezione 4
|  | Primo turno | Primo turno   | Primo turno  | Primo turno | Primo turno |  |  | Ultimo turno | Ultimo turno  | Ultimo turno | Ultimo turno | Ultimo turno |  |
|  |             |               |              |             |             |  |  |              |               |              |              |              |  |
|  | 4           | Max Purcell   | Max Purcell  | 6           | 6           |  |  |              |               |              |              |              |  |
|  |             | Donald Young  | Donald Young | 2           | 2           |  |  | 4            | Max Purcell   | 4            | 6            | 6            |  |
|  |             | Moez Echargui | 6            | 4           | 7           |  |  |              | Moez Echargui | 6            | 3            | 3            |  |
|  | 6           | Gonzalo Lama  | 3            | 6           | 65          |  |  |              |               |              |              |              |  |